# Турткульский район
Турткульский район (узб. Toʻrtkoʻl tumani / Тўрткўл тумани, каракалп. Tórtkúl rayonı / Төрткүл районы) — административная единица в Каракалпакстане (Узбекистан). Образован в 1930 году. Административный центр — город Турткуль. На территории района находится археологический памятник — Жанбаскала.

## Административно-территориальное деление
По состоянию на 1 января 2011 года, в состав района входят:
- Город районного подчинения

1. Турткуль.

- 5 городских посёлков:

1. Амирабад,
2. Аскад,
3. Кайрат,
4. Табын,
5. Туркманкули.

- 15 сельских сходов граждан:

1. Акбашлы,
2. Аккамыш,
3. Джамбаскала,
4. имени Дурдыева,
5. Кана Турткул,
6. Кельтеминар,
7. Кокча,
8. Кумбаскан,
9. Муздакбаев,
10. Пахтаабад,
11. Пахтачи,
12. Тазабагяб,
13. Узбекистон,
14. Уллубаг,
15. Шурахан.